# 知床岩尾別ユースホステル
知床岩尾別ユースホステル（しれとこいわおべつユースホステル）はかつて日本ユースホステル協会に加盟していた北海道斜里郡斜里町岩尾別にあったユースホステル。2020年9月30日に閉館した。

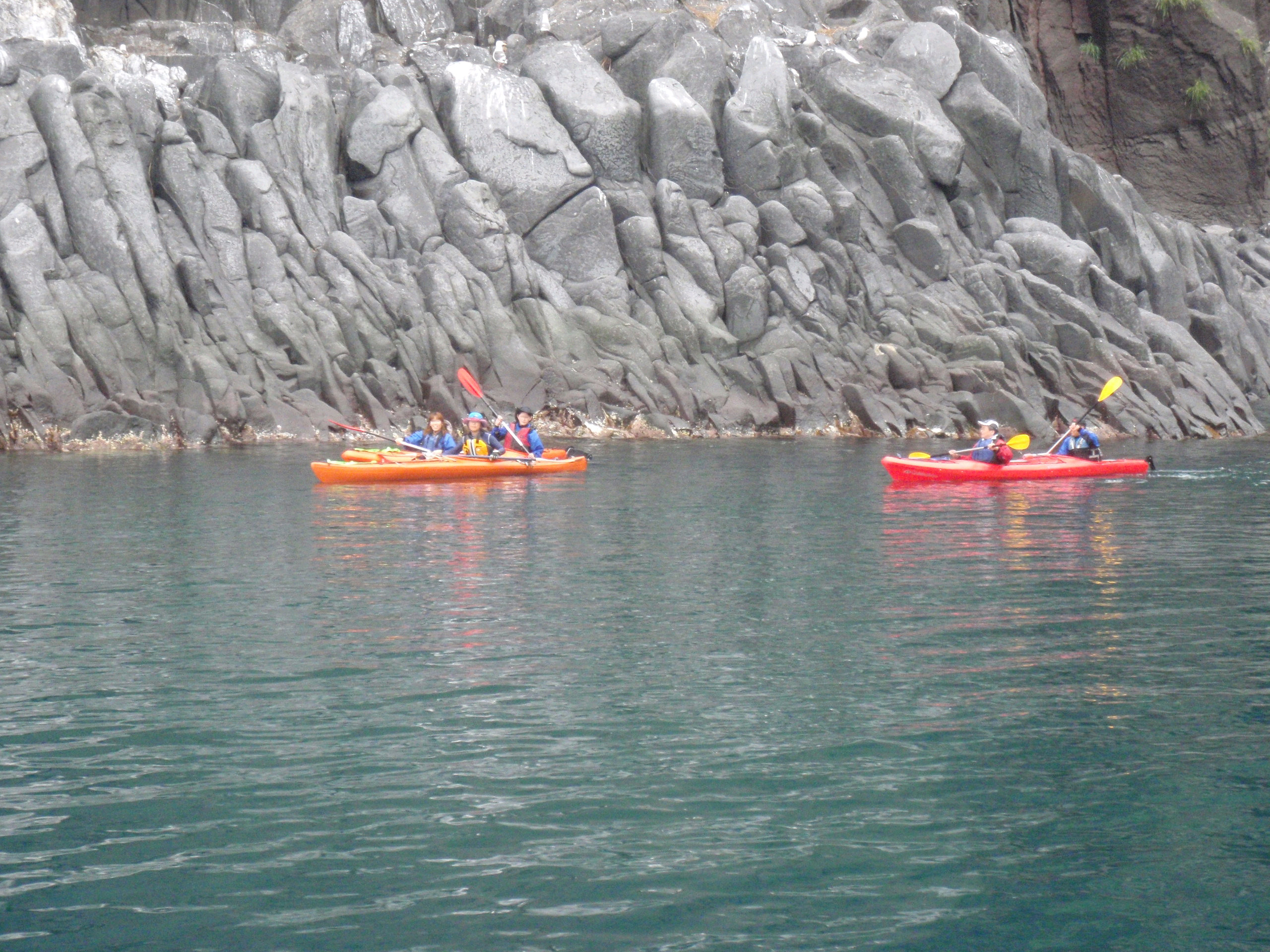
YH主催のシーカヤックツアー

## 概要
知床国立公園内に位置する一軒宿である。電線は通っておらず自家発電。朝夕にはエゾシカが敷地内にもよく現われる。
1980年代頃までは「日本3馬鹿ユース」のひとつとして名を馳せたが、末期にはミーティングと観光案内だけとなっていた。
その時々に応じたツアーを組んでおり、知床五湖散策・知床断崖シーカヤックなどのツアーが季節に応じて行われていた。
閉館時の建物は1982年7月に再オープンした建て替え後のもの。

## 設備
- 個人や小グループに適している
- 団体の利用に適している
- 余裕があればグループで一室利用可
- 駐車場あり
- 駐輪場あり
- 洗濯機あり
- 乾燥機あり
- 荷物預かりあり
- 英語による予約可
- 車で約10分の所に岩尾別温泉がある。

## 休館
- 3月下旬 - 4月下旬、11月下旬 - 12月下旬

## アクセス
- 釧網本線知床斜里駅よりバス知床五湖行または知床大橋行1時間10分 岩尾別下車 徒歩1分 バス1日4便